# Hadena mananii
Hadena mananii är en fjärilsart som beskrevs av Charles Stuart Gregson 1866. Hadena mananii ingår i släktet Hadena och familjen nattflyn. Inga underarter finns listade i Catalogue of Life.